# 1605 Milankovitch
Milankovitch (asteróide 1605) é um asteróide da cintura principal com um diâmetro de 32,47 quilómetros, a 2,7739606 UA. Possui uma excentricidade de 0,0789425 e um período orbital de 1 909,04 dias (5,23 anos).
Milankovitch tem uma velocidade orbital média de 17,16271376 km/s e uma inclinação de 10,56894º.
Esse asteróide foi descoberto em 13 de Abril de 1936 por Petar Đurković.